# Marco Europeo de Cualificaciones para el Aprendizaje Permanente
El EQF-MEC, Marco europeo de cualificaciones para el aprendizaje permanente es un marco común de referencia creado por la Unión Europea que relaciona entre sí los sistemas de cualificaciones de los países para mejorar la interpretación y comprensión de las cualificaciones de diferentes países y sistemas de Europa.

## Objetivos principales
- Fomentar la movilidad de los ciudadanos entre diversos países
- Facilitarles el acceso al aprendizaje permanente.

El EQF-MEC entró en vigor oficialmente el 23 de abril de 2008. Establece el año 2010 como fecha límite recomendada para que los países realicen las correspondencias entre sus sistemas nacionales de cualificaciones y el EQF, y 2012 para que los certificados individuales de cualificación contengan una referencia al nivel correspondiente del EQF-MEC
El EQF-MEC vincula los diferentes sistemas y marcos nacionales de cualificaciones mediante una referencia europea común: sus ocho niveles de referencia. Los niveles abarcan toda la gama de cualificaciones, desde el nivel básico (nivel 1, como los certificados de educación escolar) hasta los más avanzados (nivel 8, por ejemplo, el doctorado). Dado que se trata de una herramienta para fomentar el aprendizaje permanente, el EQF-MEC tiene en cuenta todos los niveles de cualificación de la enseñanza general, la formación profesional, la educación académica y otros tipos de formación. Además, el marco abarca asimismo las cualificaciones obtenidas en la educación inicial y la formación continua.

## Niveles del Marco Europeo de Cualificaciones (MEC)
Los ocho niveles de referencia se describen en términos de resultados de aprendizaje. El EQF-MEC, reconoce que los sistemas de educación y formación europeos son tan diversos que solo los resultados de aprendizaje permiten realizar comparaciones y posibilitan la cooperación entre países e instituciones.
- Nivel 1: Conocimientos generales básicos.

- Nivel 2:	Conocimientos fácticos básicos en un campo de trabajo o estudio concreto.

- Nivel 3:	Conocimiento de hechos, principios, procesos y conceptos generales en un campo del trabajo o estudio concreto.

- Nivel 4:	Conocimientos fácticos y teóricos en contextos amplios en un campo de trabajo o estudio concreto.

- Nivel 5:	Amplios conocimientos especializados, fácticos y teóricos, en un campo de trabajo o estudio concreto, siendo consciente de los límites de esos conocimientos.

- Nivel 6: 	Conocimientos avanzados en un campo de trabajo o estudio que requiera una comprensión crítica de teorías y principios.

- Nivel 7:	Conocimientos altamente especializados, algunos de ellos a la vanguardia en un campo de trabajo o estudio concreto, que sienten las bases de un pensamiento o investigación originales.

- Nivel 8:	Conocimientos en la frontera más avanzada de un campo de trabajo o estudio concreto y en el punto de articulación entre diversos campos.

## Proyectos relacionados con el EQF-MEC en diferentes países
Varios estudios están en marcha para promover y facilitar la utilización y entendimiento de las diferentes competencias en diferentes sectores, por ejemplo, el European e-Competence Framework, el cual hace referencia a 32 competencias del sector de la información, comunicación y tecnología.Seguirán los trabajos publicados en los próximos meses.
- Comparación de la aplicación del EQF en diferentes países de la UE y de Europa. https://europa.eu/europass/en/compare-qualifications